# The Philippine Reporter
The Philippine Reporter est un média en ligne et papier basé à Toronto au Canada, publié depuis mars 1989. 
Il diffuse des nouvelles philippines et des nouvelles de la communauté philippine à Toronto. Il présente des articles sur les Philippins aux Philippines, au Canada et aux États-Unis. The Philippine Reporter est lu dans la région du Grand Toronto et est généralement distribué chez les marchands de journaux philippino-canadiens. 

## Prix
- « Meilleure présentation éditoriale et visuelle » décerné par le Conseil national de la presse et des médias ethniques du Canada en 2003 et en 2009